# Super High Material CD

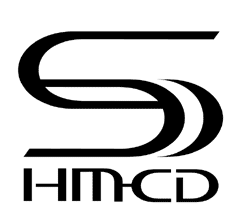
Logo SHM-CD

Il Super High Material CD (SHM-CD) è una tipologia di disco ottico, evoluzione del compact disc. Differisce da quest'ultimo per il diverso materiale in policarbonato utilizzato per la produzione, che permette una più precisa rappresentazione fisica dei bit scritti e meno errori di lettura da parte dei laser. Tali miglioramenti permettono di facilitare la riproduzione del suono, ottenendo potenzialmente una qualità superiore. Gli SHM-CD possono essere riprodotti dai lettori CD standard.
Questo formato è stato creato in Giappone dalla Universal Music Japan in collaborazione con JVC. Tale tecnologia può essere utilizzata per produrre anche i SHM-SACD.